# Ларга (станция)
Ларга — приграничная пассажирско-грузовая узловая станция Ивано-Франковской дирекции Львовской железной дороги. Находится на скрещении линии Гречаны — Ларга (ближайшая станция — Каменец-Подольский, в 37 км) с линией Черновцы — Окница (ближайшая станция в направлении Черновцы — Липканы Железной дороги Молдовы, в 25 км; в направлении Окница — Васкауцы, в 34 км).
Станция расположена в посёлке Кельменцы Днестровского района Черновицкой области.
На станции действует пункт пропуска через государственную границу Украины «Кельменцы-Ларга» на границе с Молдавией.

## Пассажирское сообщение по станции

### Пассажирские поезда
- Фирменный поезд № 118/117 «Буковина» Киев — Черновцы[3]
  - В его составе беспересадочный вагон Киев — Сучава — Бухарест.

### Пригородные поезда
- Черновцы — Ларга
- Черновцы — Сокиряны
- Ларга — Каменец-Подольский — Гречаны.

## Ларга —Мамалыга
При проезде между двумя украинскими станциями — Ларгой и Мамалыгой, расстояние между которыми всего 45 километров — поездам приходится четыре (!) раза пересекать государственную границу Украины с Молдавией. Время остановок на пограничных станциях Ларга, Медвежа, Липканы, Крива и Мамалыга в сумме занимает больше часа.
Чтобы избежать пограничных проблем, необходимо построить железнодорожный обход территории Молдавии, длина которого составит 37 километров. Разговоры об этом ведутся почти два десятка лет, ещё в 2002 году Верховной радой Украины был принят Закон Украины № 3022-III от 07.02.2002 «О Комплексной программе утверждения Украины как транзитного государства в 2002—2010 годах». Однако вопрос до сих пор остаётся открытым.